# (18510) Chasles
(18510) Chasles ist ein Asteroid des Hauptgürtels, der am 16. September 1996 vom italoamerikanischen Astronomen Paul G. Comba am Prescott-Observatorium (IAU-Code 684) in Arizona entdeckt wurde.
Der Asteroid wurde nach dem französischen Mathematiker Michel Chasles (1793–1880) benannt, der ab 1841 Professor an der École polytechnique in Paris war und einer der Begründer der so genannten neueren Geometrie ist.